# Отученай (Грама Ніладхарі)
Грама Ніладхарі Отученай (№ 210A/2) — Грама Ніладхарі підрозділу ОС Південний Коралай-Патту, округ Баттікалоа, Східна провінція, Шрі-Ланка.